# ぼく、ドラえもん
藤子・F・不二雄ワンダーランド　ぼく、ドラえもんは、藤子・F・不二雄原作のドラえもんの雑誌である。
全25巻発売され、その後は『もっと!ドラえもん』に後を引き継いだ。

## 概要
2004年にテレビアニメ化25周年、長編映画25作目を迎えることを記念して企画され、同年2月25日発売の創刊号から25号まで毎月2回刊行していた。
主な内容は、ドラえもんの声優や映画版の主題歌を担当した等ゆかりある芸能人のインタビュー、過去のドラえもん映画作品とその時代を振り返る記事、てんとう虫コミックス未収載もしくはカラー版のまんが掲載、オリジナルグッズ商品の誌上通販で構成され、付録としてひみつ道具やそれをモチーフにしたトレーディングカードなどの小物（ちなみにトレーディングカードは次回のタイムマシアターをテーマにしたカード（25号は創刊号をテーマにした））、創刊号と13号ではオリジナルDVDが同封されている。更に、てんとう虫コミックス未収録の作品を収録した小冊子も付録され、その一部は「ドラえもん プラス」（全5巻）に再録されたが、殆どの作品はこの時を最後に2009年の藤子・F・不二雄大全集の刊行まで再販が行われなかった。
創刊号は55万部を完売したが、後に増刷されバックナンバーとして大型書店や直販で再発売されている。

計画通り25巻で刊行終了となった後、2005年4月から後継誌として後述の『もっと!ドラえもん』が2006年3月の5号まで季刊された。

## もっと!ドラえもん
もっと!ドラえもんは、『ぼく、ドラえもん』の後続雑誌 。全5巻発売された。
全巻100ページ以上あり、全ての巻についてくるおまけのフィギュアを集めるとタイムマシンのジオラマが完成する。